# جنرال داینامیکس ایکس-۶۲ ویستا
جنرال داینامیکس ایکس-۶۲ ویستا (به انگلیسی: General Dynamics X-62 VISTA) یک هواپیمای آزمایشی برگرفته از اف-۱۶ دی است که به یک سرمایه‌گذاری مشترک بین جنرال داینامیکس و کالسپن برای استفاده نیروی هوایی ایالات متحده آمریکا تغییر کرد. نام رسمی پیشین آن NF-16D بود، اما در ۱۴ ژوئن ۲۰۲۱ به عنوان بخشی از ارتقایش به بخشی از اسکای‌بورگ با سامانه کنترل خودمختار شبیه‌سازی (SACS) با نام X-62A طراحی مجدد شد.
ایکس-۶۲ در آموزش‌های مدرسه خلبانی آزمایشی نیروی هوایی به‌عنوان یک هواپیمای تمرینی برای خلبانان آزمایشی باقی می‌ماند.

## یادداشت
1. ↑  "Variable Stability In-flight Simulator Test Aircraft" به‌معنی هواپیمای آزمایشی شبیه‌ساز پایداری متغیر در پرواز